# Bdelyrus apaporisae
Bdelyrus apaporisae là một loài bọ cánh cứng trong họ Bọ hung (Scarabaeidae).